# NGC 4191
NGC 4191 في الفهرس العام الجديد، هي مجرة، تقع في كوكبة العذراء. اكتشفت في 19 أبريل 1830 بواسطة جون هيرشل.

## روابط خارجية
- NGC 4191 على موقع ويكي سكاي: DSS2, SDSS, GALEX, IRAS, Hydrogen α, X-Ray, Astrophoto, Sky Map, Articles and images